# Kris Lang
Kris Lang, né le 12 décembre 1979, à Gastonia, en Caroline du Nord, est un joueur américain de basket-ball. Il évolue au poste de pivot.

## Palmarès
- McDonald's All American 1998
- Champion de Pologne 2003
- NBA Development League 2004
- Coupe de Turquie 2008
- Coupe du Président 2009